# Palais Montecitorio
Le palais Montecitorio (Palazzo Montecitorio en italien) est un palais situé à Rome, en Italie, qui est actuellement le siège de la Chambre des députés italienne.
Il est situé à l'intérieur du complexe de rues connu sous le nom de Trident.

## Histoire
Le bâtiment fut à l'origine conçu par Gian Lorenzo Bernini (Le Bernin) pour le jeune cardinal Ludovico Ludovisi, neveu du pape Grégoire XV. Mais avec la mort de ce dernier en 1623, la construction fut interrompue et ne reprit que plus tard, sous le règne du pape Innocent X. L'architecte Carlo Fontana modifia alors les plans du Bernin en ajoutant un campenard sur la façade de l'entrée principale.
En 1696, la Curie apostolique (les tribunaux pontificaux) y fut installée. Plus tard, le palais accueillit également le gouvernorat de Rome et la direction de la police, ce qui en fit le centre de la vie judiciaire et administrative du gouvernement pontifical. L'obélisque de l'Horologium d'Auguste, maintenant connu sous le nom d'obélisque du Montecitorio, fut installé devant le palais par le pape Pie VI en 1789.
Avec l'unification de l'Italie en 1861 et le transfert de la capitale à Rome en 1870, Montecitorio fut choisi pour être le siège de la Chambre des députés, après examen de plusieurs possibilités. L'ancienne grande cour intérieure fut recouverte d'un toit et transformée en une salle semi-circulaire à gradins.
Mais le bâtiment s'avéra mal adapté pour remplir son nouveau rôle et il fut reconstruit dans les années 1900 et 1910 sous la direction de l'architecte Ernesto Basile, important représentant de l'Art nouveau italien. Seule la façade frontale fut laissée intacte. Basile construisit également plusieurs grands salons dont le plus célèbre est aujourd'hui le Transatlantico (le Transatlantique), un long salon qui accueille les députés durant la pause des séances et qui constitue aujourd'hui le centre informel de la vie politique italienne.
La salle des débats comporte de nombreuses décorations de style Art nouveau : un vélarium en verre coloré de Giovanni Beltrami, une grande frise picturale de Giulio Aristide Sartorio intitulée « Le peuple italien » qui entoure la salle sur le haut des murs, des figures de bronze encadrant les bancs du président et du gouvernement, et un grand panneau en bronze de Davide Calandra représentant « La glorification de la dynastie de la maison de Savoie ».

## Galerie d'images

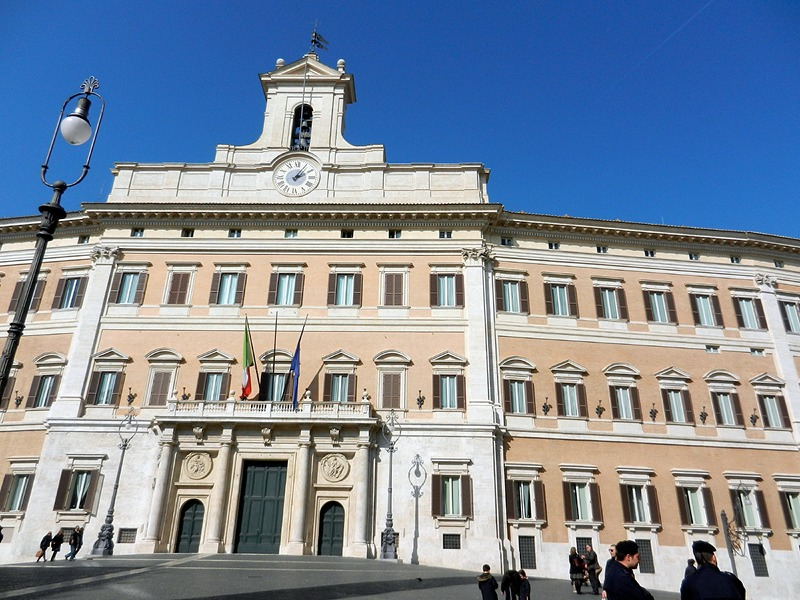
La façade principale du palais Montecitorio et son campenard
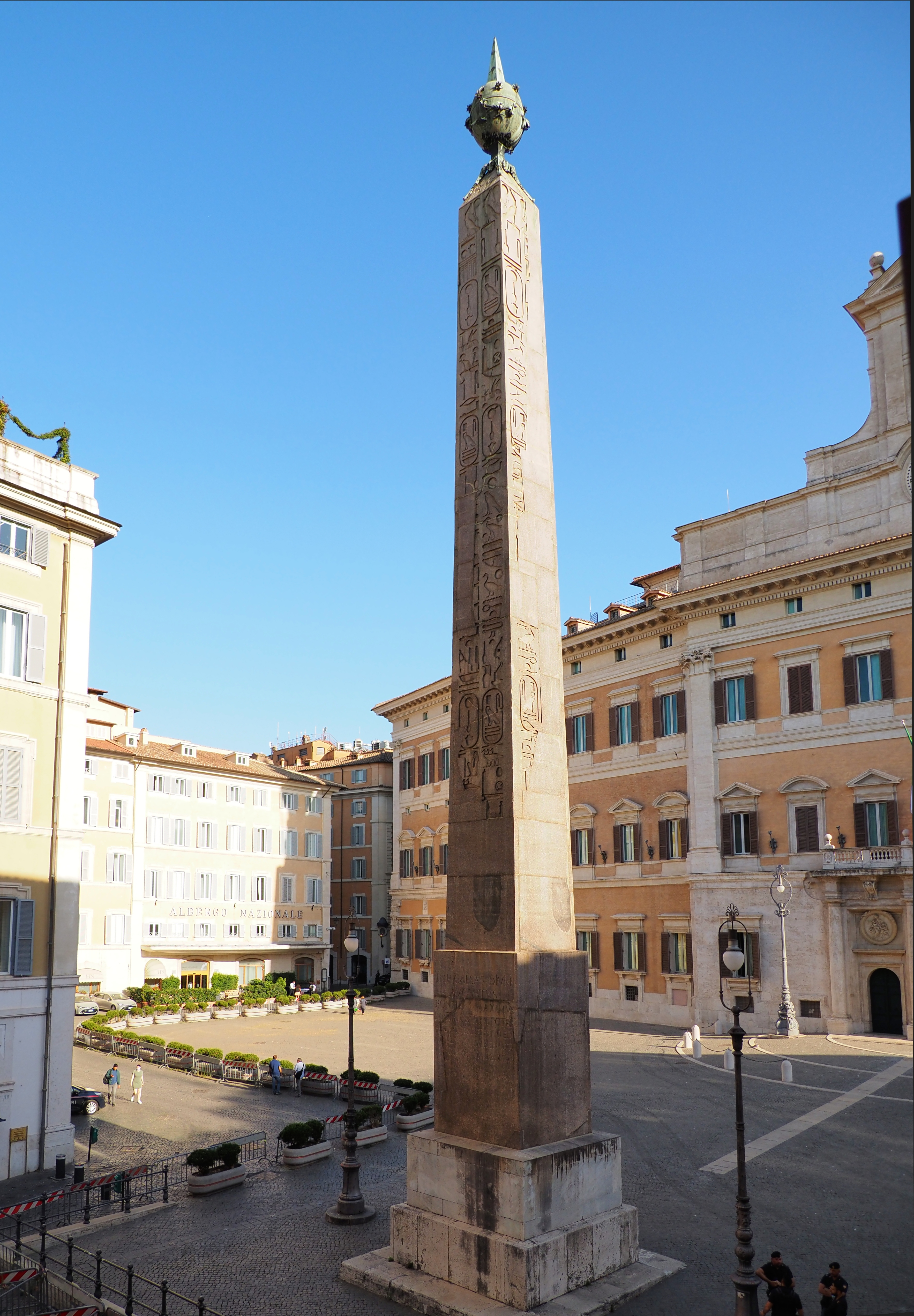
L'obélisque du Montecitorio
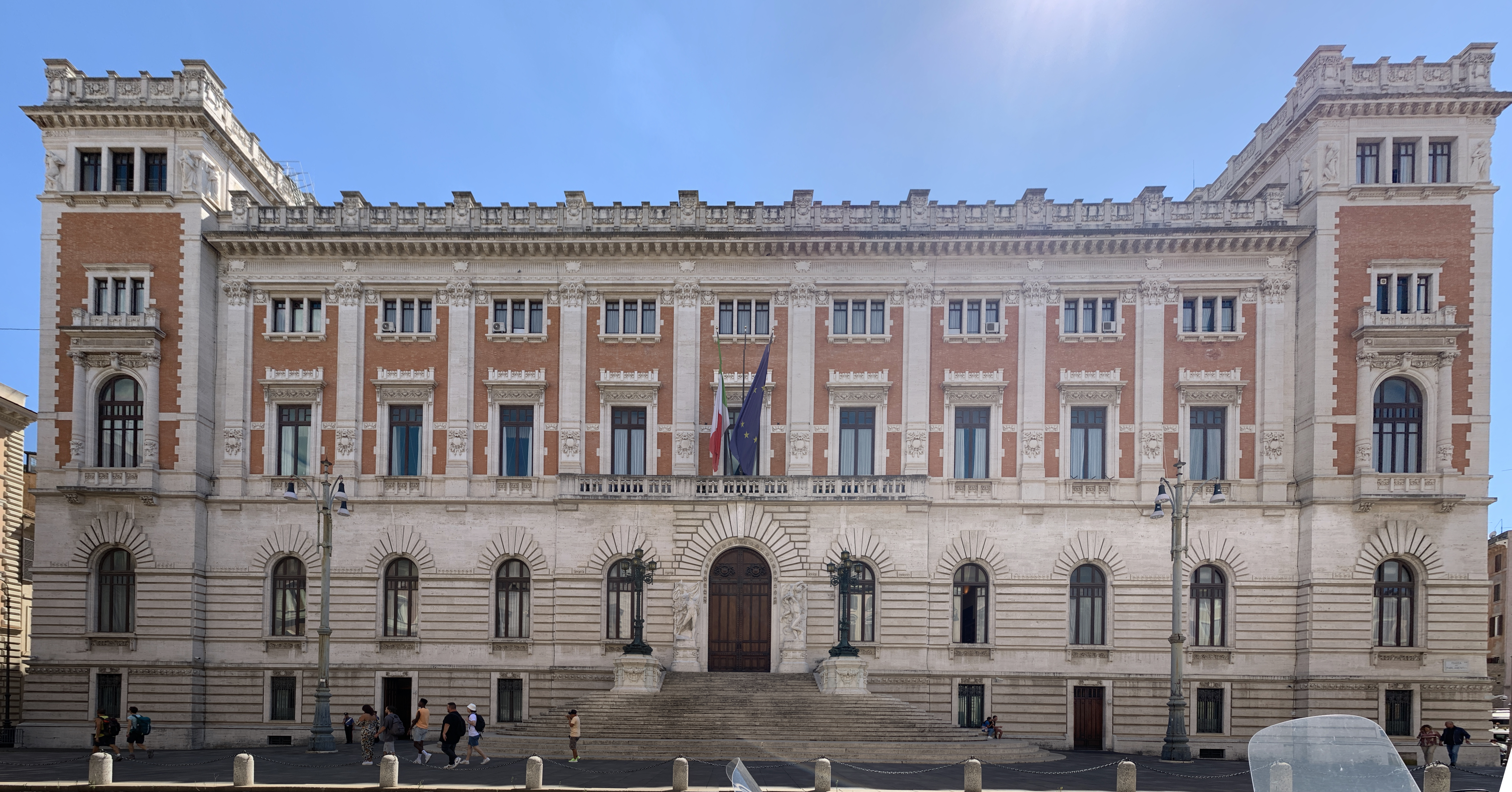
L'arrière du palais Montecitorio
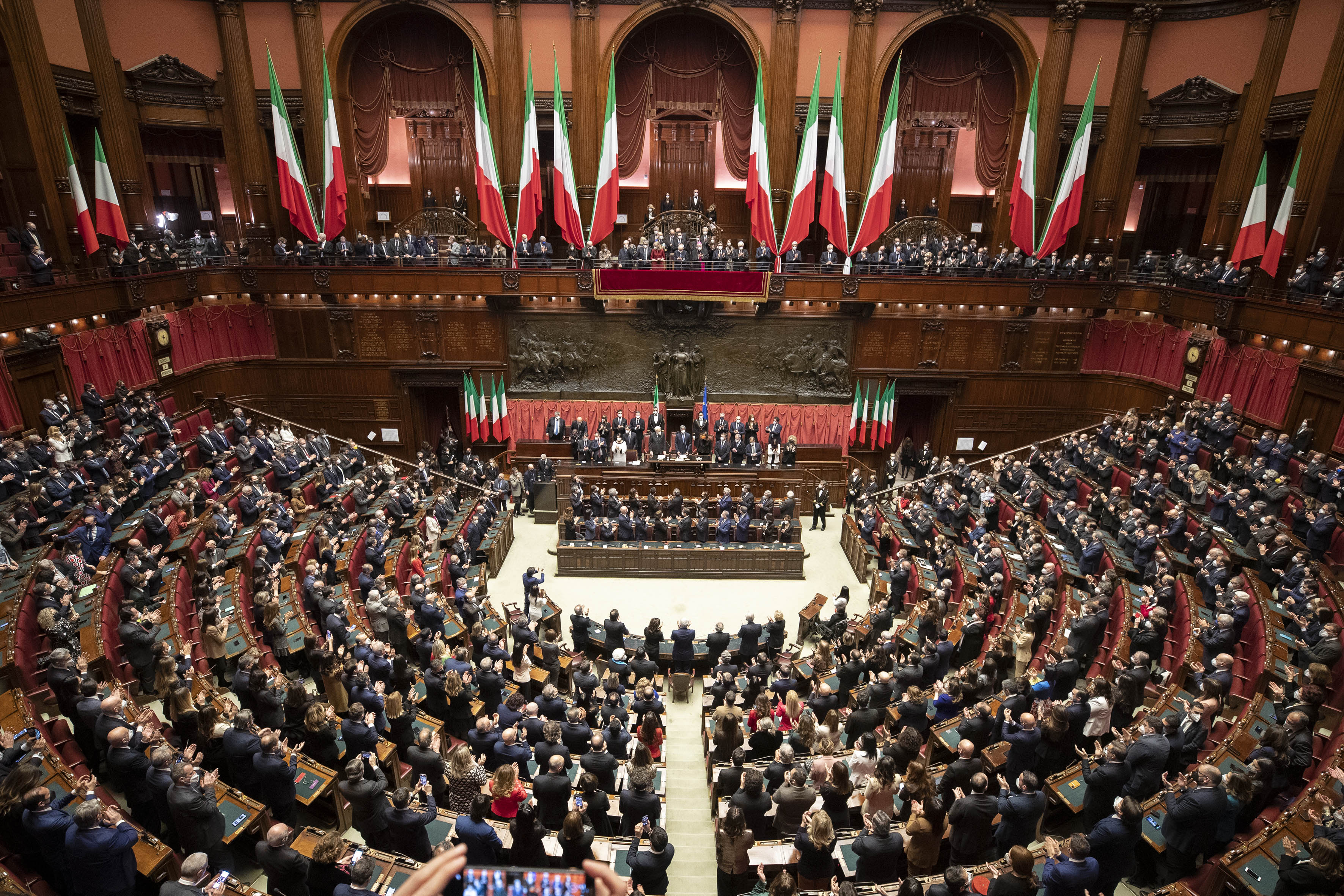
La salle des débats de la Chambre des députés